# Turrutus socialis
Turrutus socialis är en insektsart som först beskrevs av Flor 1861.  Turrutus socialis ingår i släktet Turrutus, och familjen dvärgstritar. Enligt den finländska rödlistan är arten nationellt utdöd i Finland. Arten är reproducerande i Sverige. Artens livsmiljö är sandstränder vid Östersjön.